# Liptovský Michal
Liptovský Michal este o comună slovacă, aflată în districtul Ružomberok din regiunea Žilina. Localitatea se află la altitudinea de 526 m deasupra n.m., se întinde pe o suprafață de 1,59 km2 și în 2017 număra 303 locuitori. Se învecinează cu comuna Ivachnová.

## Istoric
Localitatea Liptovský Michal este atestată documentar din 1331.

## Demografie
| An:                | 1994 | 2004   | 2014    | 2024   |
| ------------------ | ---- | ------ | ------- | ------ |
| Număr de persoane: | 249  | 269    | 302     | 306    |
| Diferență:         |      | +8,03% | +12,26% | +1,32% |

| An:                | 2023 | 2024   |
| ------------------ | ---- | ------ |
| Număr de persoane: | 302  | 306    |
| Diferență:         |      | +1,32% |